# Cirolana kendi
Cirolana kendi är en kräftdjursart som beskrevs av Bruce 1986. Cirolana kendi ingår i släktet Cirolana och familjen Cirolanidae. Inga underarter finns listade i Catalogue of Life.